# Supremacy (videogioco)
Supremacy, spesso sottotitolato Your Will Be Done e nelle edizioni nordamericane reintitolato Overlord, è un videogioco strategico in tempo reale di colonizzazione interplanetaria pubblicato a partire dal 1990 per Amiga, Atari ST, Commodore 64, MS-DOS e Nintendo Entertainment System dalla Melbourne House/Virgin. Le versioni per computer ottennero solitamente giudizi molto buoni dalla stampa contemporanea, che a volte lo considerò ispirato a Imperium. Nel 1993 venne divulgata anche una conversione amatoriale non ufficiale per Commodore 16.

## Modalità di gioco
Il gioco rappresenta la lotta tra due imperi spaziali e comprende la gestione economica e militare di più pianeti. Il giocatore controlla un impero umano e può scegliere tra quattro razze aliene da affrontare, ciascuna corrispondente a un diverso livello di difficoltà e a un diverso sistema planetario con un numero crescente di pianeti (da 8 a 32).
Il controllo avviene tramite icone e un puntatore mosso dal mouse o da joystick o tastiera a seconda della piattaforma. La schermata primaria mostra una finestra circolare con la mappa del sistema planetario, numerose icone e un'area messaggi. Ci si sposta tra molte schermate di gestione specializzate, tra cui acquisto di astronavi, spostamenti spaziali, trasporto merci, armamento battaglioni, controllo battaglioni, controllo colonie, ecc. Il tempo scorre continuo e l'avversario agisce in simultanea.
Entrambi i contendenti iniziano con un solo pianeta che è la propria base, agli estremi opposti del sistema. Il pianeta è colonizzato al minimo e va anzitutto sviluppato, realizzando strutture produttive, aumentando la popolazione e creando l'esercito. Gli altri pianeti si possono rendere abitabili con l'unità processore atmosferico che esegue la terraformazione (qui chiamata "formattazione"). Tutte le colonie consumano cibo e energia, prodotti rispettivamente dalle stazioni di orticoltura e dai satelliti solari, e pagano una quantità regolabile di tasse. Le stazioni minerarie producono minerali e carburante. Le navi da carico possono trasportare risorse e popolazione tra i pianeti, mentre le strutture produttive possono viaggiare autonomamente. Ogni pianeta terraformato ha un certo tipo di superficie che favorisce un certo tipo di produzione: tropicale (cibo), vulcanica (miniere), metropolitana (tasse), desertica (energia). La cattiva gestione può causare eventi come rivolte e carestie, mentre altri eventi come tempeste solari e scoperte scientifiche avvengono casualmente.
L'esercito, inizialmente assente, consiste in fino a 24 battaglioni di fino a 200 fanti ciascuno, potenziabili con l'addestramento e acquistando tre tipi di armi e armature. Per spostare i battaglioni tra i pianeti servono gli appositi incrociatori da guerra. Le battaglie avvengono sui pianeti e il giocatore ne vede l'andamento generale automatico, riassunto da due barre della forza complessiva dei due schieramenti. Mentre l'attacco procede in tempo reale si può regolare l'aggressività delle proprie truppe, portare rinforzi o ritirarsi.
L'obiettivo finale è conquistare la base nemica sul pianeta più lontano, evitando che il nemico faccia altrettanto. Nella sequenza animata finale il comandante sconfitto viene giustiziato disintegrandolo. C'è la possibilità di salvare la partita in tutte le versioni.

### Versione NES
L'unica versione per console è quella per NES, uscita per ultima e solo in edizione americana Overlord. Questa versione presenta delle semplificazioni, ma in particolare si differenzia per il controllo manuale delle battaglie, che si svolgono come sequenze d'azione con visuale dall'alto, con armamenti specifici precedentemente acquistati. In difesa si spara dalle proprie postazioni di artiglieria di tre tipi muovendo un mirino, in attacco si lanciano due tipi di missili o si pilota un hovertank (un carro armato hovercraft).